# Slagelse FH
A Slagelse FH egy dán női kézilabdacsapat, többszörös dán bajnok, EHF-bajnokok ligája győztes, EHF-kupa győztes, mely a 2000-es években a nemzetközi porondon is az élvonalba tartozott.

## Története
A Slagelse Forenede Håndboldklubber  női kézilabda csapat két korábbi klub, a Slagelse HK és a Marievang IF egyesüléséből jött létre 1997-ben. A klub akkor lett sikeres, és került a rivaldafénybe a nemzetközi porondon is, mikor 2000-ben a korábbi kiváló játékos, Anja Andersen lett a csapat edzője. 2003-ban az első bajnoki címüket, egy év múlva pedig az első bajnokok ligája sikerüket ünnepelték. 2013-ban a klub nehéz anyagi helyzetbe került, és az élvonalból is kiesett, majd csődöt jelentett.

## Sikerei
- Dán bajnok:
  - 2003, 2005, 2007
- Bajnokok ligája győztes:
  - 2004, 2005, 2007
- EHF-kupa győztes:
  - 2003